# Muhammad VIII al-Amin
Muhammad VIII al-Amin conocido por los franceses como Lamine Bey (en árabe: محمد الأمين باي‎; Cartago 4 de septiembre de 1881-Túnez 30 de septiembre de 1962) fue el último bey de Túnez.También el primer y único rey de Túnez.
Fue entronizado en circunstancias inusuales tras la destitución de su predecesor Muhammad VII al-Munsif por el general residente francés Henri Giraud en 1943. No fue hasta la muerte de este último en 1948 que su legitimidad fue reconocida por el pueblo de Túnez. Tomó medidas para alinearse con el movimiento nacional tunecino contra el protectorado francés, pero fue marginado por Neo Destour después de que aceptara las reformas iniciadas por Francia en 1954. Poco después de la independencia, Lamine Bey fue expulsado de su palacio junto con su familia. Sus propiedades fueron confiscadas y varios miembros de la familia fueron encarcelados. Terminó sus días viviendo en un pequeño apartamento en Túnez.

## Biografía

### Último bey
Fue declarado príncipe heredero de Muhammad VII al-Munsif el 25 de junio de 1942 y le sucedió de facto el 15 de mayo de 1943 cuando fue depuesto por las autoridades de la Francia Libre y de pleno derecho cuando al-Munsif abdicó el 6 de julio de 1943. Era más moderado que su primo, pero tenía simpatías por el movimiento nacionalista. Habib Burguiba volvió al país pero tuvo que exiliarse a Egipto el 1946.
Después de 1950 el bey adoptó oficiosamente el título de rey, se opuso tímidamente a los franceses pero cuando los miembros del gobierno de M'hamed Chenik fueron arrestados por orden del residente general Jean Marie François de Hauteclocque la noche del 25 al 26 de marzo de 1952, el bey se mostró solidario con el gabinete y rehusó cooperar con el nuevo gobierno de Slaheddine Baccouche, elegido por el residente francés. El 1 de agosto de 1952 convocó a cuarenta personalidades representativas de la población y los sometió sus proyectos de reforma.
Pero finalmente tuvo que ceder al ultimátum del residente y firmar los decretos relativos a las reformas municipales y de justicia (20 de diciembre) lo que le costó perder el apoyo de los nacionalistas que lo consideraron en adelante como auxiliar de la colonización, lo que se añadía a su condición de soberano nombrado por los franceses en el lugar del nacionalista Muhammad VII al-Munsif. No obstante en Neo Destur, tomaron la decisión de no hacer públicos los desacuerdos con el bey, para poder seguir sin complicaciones legales, en las negociaciones con el gobierno de Francia.
El 31 de julio de 1954 el bey recibió al presidente del consejo francés Pierre Mendès France en el palacio de Cartago. De esta entrevista salió la declaración unilateral francesa de conceder la autonomía interna en el país (3 de junio de 1955). El día 20 de marzo de 1956 la asamblea concedió al bey el título de rey, cuyas funciones consistían en ratificar los decretos preparados por el gobierno.

## Fin de la dinastía

Escudo de armas de la dinastía husainí.

La independencia se obtuvo el 3 de agosto de 1956. El poder real estaba en manos de Habib Burguiba, el rey fue privado de todo poder y sus facultades de gobierno transferidas al primer ministro, un decreto del 31 de mayo de 1957 suprimió todos los privilegios e inmunidades de la familia real. El 15 de julio de 1957 la guardia de palacio fue sustituida por soldados leales a Burguiba, los teléfonos cortados y la familia real fue puesta bajo arresto domiciliario. Formalmente el 25 de julio de 1957 la Asamblea Nacional Constituyente declaró la derrocación de la dinastía husaynita y el establecimiento de la república. El rey nunca abdicó ni renunció. Sus bienes fueron confiscados el 27 de julio de 1957.

### Exilio
Por un corto tiempo el bey, (con el heredero, tres hijos y su yerno) se quedó en una residencia vigilada en Manouba, cerca de Túnez, pero a la muerte de su única esposa la princesa (Lalla) Janina Beya (Djeneïna) (Túnez, 1887 - La Soukra, octubre de 1960), pudo volver a Túnez donde gozó de total libertad de movimiento. Muhammad VIII murió en un apartamento modesto de Túnez el 30 de septiembre de 1962.

### Vida privada
Se casó una única vez en 1902 con la princesa Djeneïna Beya, de la que tuvo doce hijos:
- Lalla Aïcha.
- Lalla Khadija.
- Sidi Chedly Bey.
- Lalla Soufia.
- Sidi M'hamed Bey.
- Sidi Mohamed Salah Eddine Bey.
- Lalla Zakia.
- Lalla Zeneïkha.
- Lalla Fatima.
- Lalla Kabboura.
- Lalla Lillia.
- Lalla Hédia.

A diferencia de la casi totalidad de los beyes que fueron enterrados en Tourbet el Bey en la Medina de Túnez, Muhammad VIII fue enterrado junto a su esposa, en el cementerio Sidi Abdelaziz de La Marsa.

## Ancestros
|  |                               |  |  |  |  |  |  |  |  |  |  |  |  |  |  |  |
|  | 16. Mahmud ibn Muhammad       |  |  |  |  |  |  |  |  |  |  |  |  |  |  |  |
|  |                               |  |  |  |  |  |  |  |  |  |  |  |  |  |  |  |
|  |                               |  |  |  |  |  |  |  |  |  |  |  |  |  |  |  |
|  | 8. Al-Husayn II ibn Mahmud    |  |  |  |  |  |  |  |  |  |  |  |  |  |  |  |
|  |                               |  |  |  |  |  |  |  |  |  |  |  |  |  |  |  |
|  |                               |  |  |  |  |  |  |  |  |  |  |  |  |  |  |  |
|  | 17. Lalla Amina Beya          |  |  |  |  |  |  |  |  |  |  |  |  |  |  |  |
|  |                               |  |  |  |  |  |  |  |  |  |  |  |  |  |  |  |
|  |                               |  |  |  |  |  |  |  |  |  |  |  |  |  |  |  |
|  | 4. Sidi Muhammad al-Mamun Bey |  |  |  |  |  |  |  |  |  |  |  |  |  |  |  |
|  |                               |  |  |  |  |  |  |  |  |  |  |  |  |  |  |  |
|  |                               |  |  |  |  |  |  |  |  |  |  |  |  |  |  |  |
|  | 2. Muhammad VI al-Habib       |  |  |  |  |  |  |  |  |  |  |  |  |  |  |  |
|  |                               |  |  |  |  |  |  |  |  |  |  |  |  |  |  |  |
|  |                               |  |  |  |  |  |  |  |  |  |  |  |  |  |  |  |
|  | 5. Lalla Fatima               |  |  |  |  |  |  |  |  |  |  |  |  |  |  |  |
|  |                               |  |  |  |  |  |  |  |  |  |  |  |  |  |  |  |
|  |                               |  |  |  |  |  |  |  |  |  |  |  |  |  |  |  |
|  | 1. Muhammad VIII al-Amin      |  |  |  |  |  |  |  |  |  |  |  |  |  |  |  |
|  |                               |  |  |  |  |  |  |  |  |  |  |  |  |  |  |  |
|  |                               |  |  |  |  |  |  |  |  |  |  |  |  |  |  |  |
|  | 12. Sidi Ismail               |  |  |  |  |  |  |  |  |  |  |  |  |  |  |  |
|  |                               |  |  |  |  |  |  |  |  |  |  |  |  |  |  |  |
|  |                               |  |  |  |  |  |  |  |  |  |  |  |  |  |  |  |
|  | 6. Sidi Muhammad bin Ismail   |  |  |  |  |  |  |  |  |  |  |  |  |  |  |  |
|  |                               |  |  |  |  |  |  |  |  |  |  |  |  |  |  |  |
|  |                               |  |  |  |  |  |  |  |  |  |  |  |  |  |  |  |
|  | 3. Lalla Fatima bint Muhammad |  |  |  |  |  |  |  |  |  |  |  |  |  |  |  |
|  |                               |  |  |  |  |  |  |  |  |  |  |  |  |  |  |  |
|  |                               |  |  |  |  |  |  |  |  |  |  |  |  |  |  |  |

| Predecesor: Muhammad VII al-Munsif | Túnez Bey de Túnez Muhammad VIII al-Amin 1943 - 1957 | Sucesor: NingunoHabib Bourguiba (como presidente de Túnez) |